# André Paillieux
André Paillieux, né le 13 août 1899 à Granville (Manche) et mort le 13 décembre 1991 à Parthenay (Deux-Sèvres), est un homme politique et un syndicaliste français.

## Biographie
Fils d'un père cheminot qu'il perd à l'âge de trois ans, il est issu d'un milieu très modeste. Il doit interrompre ses études secondaires pour commencer à travailler à l'âge de 16 ans, et devient lui aussi cheminot.
Il s'engage dans le syndicalisme CFTC après la première guerre mondiale, en 1921.
Après avoir fondé la section de Caen du syndicat, il prend de plus en plus de responsabilités jusqu'à celle de secrétaire général de l'Union des syndicats des chemins de Fer de l'Etat. Membre du bureau fédéral en 1936, il en devient secrétaire général adjoint en 1939. En 1937, il représente la CFTC dans les discussions menées par Camille Chautemps en vue de rapprocher les compagnies de chemin de fer, qui aboutissent à la création de la SNCF.
Pendant la seconde guerre mondiale, il s'engage dans la résistance, participant notamment à la reconstitution dans la clandestinité de sa confédération syndicale. En 1943, il est désigné comme secrétaire général de la fédération clandestine des cheminots. Sous le pseudonyme de Granville, il participe à la constitution du comité parisien de Libération, en 1943. Le 17 août 1944, il appelle avec les représentants de la CGT à la grève insurrectionnelle des cheminots.
A la Libération, il fait partie de la direction collégiale du ministère des travaux publics et des PTT, en place de la mi août à début septembre.
Reprenant la direction de la fédération des cheminots de la CFTC, il est nommé membre de l'assemblée consultative provisoire en novembre 1944.
Très logiquement, il poursuit en se portant candidat en tête de liste du Mouvement Républicain Populaire dans la sixième circonscription de la Seine pour l'élection de la première assemblée constituante. Il obtient 26,6 % des voix et est élu député.
Député actif, il dépose notamment un rapport sur la retraite des cheminots, et s'intéresse de près à tout ce qui concerne la SNCF.
Il décide cependant de ne pas prolonger son engagement politique et se consacre ensuite à l'activité syndicale. En 1946, il devient vice-président confédéral de la CFTC, mandant qu'il conserve jusqu'en 1954, en même temps que celui de secrétaire général de sa fédération. Il est par ailleurs désigné par la CFTC pour la représenter au Conseil économique et social en 1947.
De 1954 à 1956, il occupe les fonctions de président de la fédération des cheminots CFTC. il prend sa retraite en 1958, avec le grade d'inspecteur divisionnaire. Il reste cependant syndiqué et préside l'union fédérale des retraités cheminots CFTC. Lors de la « déconfessionnalisation » de 1964, il fait partie de ceux qui maintiennent la CFTC contre l'avis de la majorité.
Toujours membre du MRP, il est élu maire de Bénerville-sur-Mer en 1959, mais ne se représente pas en 1965.

## Détail des fonctions et des mandats
- 21 octobre 1945 - 10 juin 1946 : député de la Seine
- 1959 - 1965 : maire de Bénerville-sur-Mer (Calvados)